# Oguzes
Os oguzes (em turco: Oğuz) formaram um dos principais ramos dos povos túrquicos (ou turcomanos), entre os séculos VIII e XI. Quando da migração desses povos, ao longo dos séculos X, XI e XII, os oguzes estavam entre os oriundos da região do Mar Cáspio, que migraram em direção ao sul e ao oeste da Ásia ocidental e da Europa Oriental e não para o leste, em direção à Sibéria. Os oguzes são considerados como os ancestrais dos turcos modernos: azeris, turcos da Turquia, turcomenos, turcos qashqais do Irã, turcos do Coração e gagaúzes que, em conjunto, representam mais de 10 milhões de pessoas.

## Historia
No século VIII, eles formaram uma confederação tribal conhecida como o Estado Oghuz Yabgu na Ásia Central. Atualmente, grande parte das populações da Turquia, Azerbaijão e Turcomenistão descende dos turcos Oghuz. Fontes bizantinas os chamavam de Uzes (Οὖζοι, Ouzoi). O termo "Oghuz" foi gradualmente substituído pelos termos "turcomano" e "turcomeno" (turco otomano: تركمن, romanizado: Türkmen ou Türkmân) a partir do século XIII.
A confederação Oghuz migrou para o oeste da área de Jeti-su após um conflito com os aliados Karluk dos uigures. No século IX, os Oghuz das estepes do Aral expulsaram os pechenegues para o oeste, da região dos rios Emba e Ural. No século X, os Oghuz habitavam as estepes dos rios Sari-su, Turgai e Emba, ao norte do Lago Balkhash, na atual Cazaquistão.
Eles adotaram o islamismo e adaptaram suas tradições e instituições ao mundo islâmico, emergindo como construtores de impérios com um forte senso de estado. No século XI, o clã Oghuz Seljuk entrou na Pérsia e fundou o Grande Império Seljuk. No mesmo século, um clã Oghuz Tengrista, também conhecido como Uzes ou Torks, derrubou a supremacia pechenegue na fronteira das estepes russas; aqueles que se estabeleceram na fronteira foram gradualmente eslavizados, formando a quase feudal principado de Black Hat, com sua própria aristocracia militar. Outros, perseguidos pelos turcos Kipchak, cruzaram o Danúbio inferior e invadiram os Bálcãs, onde foram detidos por uma peste e se tornaram mercenários para as forças imperiais bizantinas (1065). Guerreiros Oghuz serviram em quase todos os exércitos islâmicos do Oriente Médio a partir dos anos 1000, e até na Espanha e Marrocos.

No final do século XIII, após a queda dos Seljuks, a dinastia otomana gradualmente conquistou a Anatólia com um exército predominantemente Oghuz, superando outros estados turcos locais Oghuz. Segundo a lenda, a genealogia do fundador Osman remonta a Oghuz Khagan, o lendário ancestral dos povos turcos, dando aos sultões otomanos primazia entre os monarcas turcos. As dinastias dos Khwarazmianos, Qara Qoyunlu, Aq Qoyunlu, Otomanos, Afsharids e Qajars também são consideradas descendentes das tribos Oghuz-Turcomanas de Begdili, Yiva, Bayandur, Kayi e Afshar, respectivamente.